# Trachydactylus hajarensis
Trachydactylus hajarensis — вид геконоподібних ящірок родини геконових (Gekkonidae). Мешкає в Омані і ОАЕ.

## Поширення і екологія
Trachydactylus hajarensis мешкають в горах Хаджар на території Об'єднаних Арабських Еміратів і східного Оману, а також були зафіксовані на острові Масіра. Вони живуть в кам'янистих місцевостях, зокрема у ваді, і серед осипів, трапляються на сільськогосподарських землях. Зустрічаються на висоті до 1000 м над рівнем моря. Ведуть нічний спосіб життя. Самиці відкладають 1-2 яйця.